# ボルジョ・ヴェレッツィ
ボルジョ・ヴェレッツィ(イタリア語: Borgio Verezzi)は、イタリア共和国リグーリア州サヴォーナ県にある、人口約2,100人の基礎自治体（コムーネ）。

## 地理

### 位置・広がり

#### 隣接コムーネ
隣接するコムーネは以下の通り。
- フィナーレ・リーグレ
- ピエトラ・リーグレ
- トーヴォ・サン・ジャコモ

### 地震分類
イタリアの地震リスク階級 (it) では、3 に分類される
。

## 文化・観光
「イタリアの最も美しい村」クラブ加盟コムーネである。